# Древноримски път
Древноримският път или по-често римски път (на латински: via, viae) е път, построен и използван от Древен Рим.
Хиляди километри от тези пътища съществуват и днес в цяла Европа. Тяхното разположение е картирано в историческата Пойтингерова карта (Tabula Peutingeriana).
Римляните са строили 4 вида пътища:
- via publica („градска улица“):
- via militaris („военен път“)
- via vicinalis („провинциален път“)
- via privata („частен път“)